# Пандит, Виджая Лакшми
Виджая Лакшми Неру Пандит (англ. Vijaya Lakshmi Nehru Pandit, кашм. विजयलक्ष्मी नेहरू पंडित; 18 августа 1900, Аллахабад, Британская Индия — 1 декабря 1990, Дехрадун, Индия) — индийский дипломат и политик, сестра премьер-министра Индии Джавахарлала Неру.

## Биография
Родилась в одной из самых известных семей в стране. Её отец Мотилал Неру — бывший президент Индийского национального конгресса. В 1921 году она вышла замуж за Ранджита Ситарама Пандита, который скончался 14 января 1944 года. Виджая Пандит стала первой индийской женщиной, занявшей пост в правительстве. В 1937 году она была избрана в законодательное собрание Соединённых провинций и была назначена министром по делам местного самоуправления и общественного здоровья. Она занимала эту должность до 1939 года и затем с 1946 по 1947 год. В 1946 году была избрана в Учредительное собрание от Соединённых провинций.
После получения независимости Индии от Великобритании в 1947 году поступила на дипломатическую службу и стала послом Индии в Советском Союзе (1947—1949), США и Мексике (1949—1951), Ирландии (1955—1961) (и одновременно Верховным комиссаром в Великобритании) и Испании (1958—1961). С 1946 по 1968 годы также возглавляла делегацию Индии в Организации Объединённых Наций. В 1953 году она стала первой женщиной — председателем Генеральной Ассамблеи ООН.
В Индии, Виджая Пандит занимала пост губернатора Махараштры с 1962 по 1964 год (с небольшим перерывом), после чего была избрана в нижнюю палату парламента Индии Лок сабху. Она была депутатом парламента с 1964 по 1968 год. Пандит критиковала свою племянницу Индиру Ганди, после того как та стала премьер-министром в 1966 году, и ушла из активной политической жизни после того как отношения между ними испортились. После ухода в отставку, она переехала в Дехрадун в долине Дун в предгорьях Гималаев.
В 1979 году была назначена представителем Индии в Комиссии ООН по правам человека.
Её дочь Наянтара Сахгал является известной индийской писательницей.